# 托马什·施密德
托马什·施密德（捷克語：Tomáš Šmíd，1956年5月20日—），捷克男子网球运动员。他曾获得法国网球公开赛男子双打冠军、美国网球公开赛男子双打冠军。他也曾参加1977年夏季世界大学生运动会。